# Chicago Bears 2022
La stagione 2022 dei Chicago Bears è stata la 103ª della franchigia nella National Football League e la prima con Matt Eberflus come capo-allenatore.
Malgrado avere vinto due delle prime tre gare, le cose si misero presto al peggio per i Bears. Prima ebbero una striscia di tre sconfitte consecutive, interrotta dalla vittoria sui New England Patriots. Seguì un'altra striscia di dieci sconfitte consecutive, la più lunga della storia del club. Dopo una sconfitta nella settimana 13 contro i Green Bay Packers e il pareggio tra New York Giants e Washington Commanders, la squadra fu eliminata dalla corsa ai playoff per il secondo anno consecutivo. Con una sconfitta nella settimana 16 contro i Buffalo Bills Chicago non riuscì a migliorare il bilancio di 6–11 della stagione precedente. Un'altra sconfitta contro i Detroit Lions la settimana successiva fu la tredicesima stagionale, pareggiando il record di franchigia del 1969 e del 2016. Perdendo contro i Minnesota Vikings nell'ultimo turno, assieme alla vittoria dei Texans sui Colts, la squadra si assicurò la prima scelta assoluta nel Draft NFL 2023 per la prima volta dal Draft 1947. Chicago perse 14 partite per la prima volta nella sua storia e per la terza volta non riuscì a vincere alcuna gara all'interno della division dopo il 1969 e il 2017.
Malgrado tali difficoltà, il quarterback al secondo anno Justin Fields mostrò notevoli miglioramenti, diventando il terzo quarterback nella storia della NFL a correre 1.000 yard in una stagione. I Bears guidarono la lega con 3.014 yard corse su 558 tentativi, un record del club che superò le 2.974 yard del 1984.

## Scelte nel Draft 2022
| Scelte dei Bears nel Draft 2022 |        |                    |       |                 |
| Giro                            | Scelta | Giocatore          | Ruolo | College         |
| 2                               | 39     | Kyler Gordon       | CB    | Washington      |
| 2                               | 48     | Jaquan Brisker     | S     | Penn State      |
| 3                               | 71     | Velus Jones Jr.    | WR    | Tennessee       |
| 5                               | 168    | Braxton Jones      | OT    | Southern Utah   |
| 5                               | 174    | Dominique Robinson | DE    | Miami (OH)      |
| 6                               | 186    | Zachary Thomas     | OT    | San Diego State |
| 6                               | 203    | Trestan Ebner      | RB    | Baylor          |
| 6                               | 207    | Doug Kramer        | C     | Illinois        |
| 7                               | 226    | Ja'Tyre Carter     | OT    | Southern        |
| 7                               | 254    | Elijah Hicks       | S     | Cal             |
| 7                               | 255    | Trenton Gill       | P     | NC State        |

## Staff
| Staff dei Chicago Bears nel 2022 |
| --- |
| Organi dirigenziali - Segretario del Consiglio di Amministrazione – Virginia Halas McCaskey - Chairman – George McCaskey - Presidente/CEO – Ted Phillips - General manager – Ryan Poles - Assistente general manager – Ian Cunningham - Vice presidente senior/consulente generale – Cliff Stein - Co-direttore del personale dei giocatori – Trey Koziol - Direttore degli osservatori dei professionisti – Jeff King - Direttore degli osservatori del college – Mark Sadowski - Direttore dell'amministrazione del football – Matt Feinstein Capo allenatore - Matt Eberflus Altri allenatori - Direttore delle prestazioni – Brent Salazar - Preparatore atletico – Jim Arthur - Assistente p.a. – Noble Landry - Assistente p.a. – Jim Mangiero Allenatori dell'attacco - Coordinatore offensivo – Luke Getsy - Quarterback – Andrew Janocko - Running back – David Walker - Gioco sui passaggi/wide receiver – Tyke Tolbert - Tight end – Jim Dray - Assistente tight end – Tim Zetts - Offensive line – Chris Morgan - Assistente offensive line – Austin King - Controllo qualità attacco – Omar Young Allenatori della difesa - Coordinatore difensivo – Alan Williams - Defensive line – Travis Smith - Assistente defensive line – Justin Hinds - Linebacker – Dave Borgonzi - Defensive back – James Rowe - Safety – Andre Curtis - Assistente defensive back – David Overstreet II - Controllo qualità difesa – Ronell Williams Allenatori dello special team - Coordinatore dello special team – Richard Hightower - Assistente special team – Carlos Polk |

## Roster
| Roster dei Chicago Bears nel 2022 |
| --- |
| Quarterback - 1 Justin Fields - 15 Trevor Siemian Running Back - 35 Khari Blasingame FB - 25 Trestan Ebner - 24 Khalil Herbert - 32 David Montgomery Wide Receiver - 12 Velus Jones Jr. - 11 Darnell Mooney - 18 Dante Pettis - 13 Byron Pringle - 17 Ihmir Smith-Marsette - 19 Equanimeous St. Brown Tight End - 84 Ryan Griffin - 85 Cole Kmet - 81 Jake Tonges - 88 Trevon Wesco Offensive Linemen - 75 Larry Borom T - 69 Ja'Tyre Carter G - 76 Teven Jenkins G - 70 Braxton Jones T - 72 Alex Leatherwood G - 67 Sam Mustipher C - 62 Lucas Patrick C - 71 Riley Reiff T - 65 Cody Whitehair G Defensive Linemen - 90 Angelo Blackson DT - 99 Trevis Gipson DE - 59 Kingsley Jonathan DE - 93 Justin Jones DT - 55 Al-Quadin Muhammad DE - 64 Mike Pennel DT - 94 Robert Quinn DE - 91 Dominique Robinson DE - 96 Armon Watts DT Linebacker - 44 Matthew Adams OLB - 53 Nicholas Morrow MLB - 57 Jack Sanborn MLB - 58 Roquan Smith OLB - 50 Sterling Weatherford OLB Defensive Back - 39 Josh Blackwell CB - 9 Jaquan Brisker SS - 29 Dane Cruikshank SS - 6 Kyler Gordon CB - 37 Elijah Hicks FS - 36 DeAndre Houston-Carson FS - 4 Eddie Jackson FS - 23 Lamar Jackson CB - 33 Jaylon Johnson CB - 31 Jaylon Jones CB - 22 Kindle Vildor CB Special Team - 16 Trenton Gill P - 2 Cairo Santos K - 48 Patrick Scales LS Lista delle riserve - -- Dakota Dozier G (IR) - 8 N'Keal Harry WR (IR) - 68 Doug Kramer C (IR) - -- David Moore WR (IR) - -- Tajae Sharpe WR (IR) - -- Tavon Young CB (IR) Squadra di allenamento - 47 Chase Allen TE - 92 Trevon Coley DT - 82 Isaiah Coulter WR - 78 Kellen Diesch T - 60 Dieter Eiselen G - 21 Darrynton Evans RB - 43 DeMarquis Gates OLB - 27 Thomas Graham Jr. CB - 26 Davontae Harris CB - 46 Sam Kamara DE - 14 Nathan Peterman QB - 73 Lachavious Simmons G - 38 A.J. Thomas SS - 45 Joe Thomas OLB - 74 Zachary Thomas G - 10 Nsimba Webster WR Roster aggiornato al 8 settembre 2022 53 attivi, 7 inattivi, 16 nella squadra di allenamento |
| Legenda - I rookie sono in corsivo. - Il primo ruolo è il principale mentre gli eventuali successivi indicano i ruoli secondari. - (IR) sta per Injured Reserve ed indica la lista ristretta per un solo giocatore infortunato che può tornare ad allenarsi dopo la settimana 6 e a rientrare in prima squadra dopo che questa ha giocato 8 partite. - (NF-Inj.) / (NF-Ill.) stanno rispettivamente per Non-Football Injured e Non-Football Illness ed indicano le liste dove viene inserito un giocatore che ha un infortunio o una malattia non dipendente dal football americano. - (PUP) sta per Physically Unable to Perform ed indica la lista dove viene inserito un giocatore mentre è in attesa di recuperare la condizione fisica. Nella stagione regolare dopo la sesta partita giocata dalla propria squadra, il giocatore ha tempo tre settimane per riprendere ad allenarsi, più tre settimane aggiuntive dal suo rientro agli allenamenti per rientrare in prima squadra. |

## Precampionato
Il 12 maggio 2022 sono state annunciate le partite dei Bears nel precampionato.
| Precampionato |                |                    |           |        |                     |         |
| Settimana     | Data           | Avversario         | Risultato | Record | Stadio              | Sintesi |
| 1             | 13 agosto 2022 | Kansas City Chiefs | V 19-14   | 1-0    | Soldier Field       | Sintesi |
| 2             | 18 agosto 2022 | @ Seattle Seahawks | V 27-11   | 2-0    | Lumen Field         | Sintesi |
| 3             | 27 agosto 2022 | @ Cleveland Browns | V 21-20   | 3-0    | FirstEnergy Stadium | Sintesi |

## Stagione regolare

### Calendario
Il calendario della stagione regolare è stato annunciato il 12 maggio 2022. Il gruppo degli avversari, stabiliti sulla base delle rotazioni previste dalla NFL per gli accoppiamenti tra le division nonché dai piazzamenti ottenuti nella stagione precedente, fu giudicato come il 24º più duro da affrontare tra tutti quelli della stagione 2022.
| Stagione regolare |                   |                            |           |        |                       |         |
| Settimana         | Data              | Avversario                 | Risultato | Record | Stadio                | Sintesi |
| 1                 | 11 settembre 2022 | San Francisco 49ers        | V 19-10   | 1-0    | Soldier Field         | Sintesi |
| 2                 | 18 settembre 2022 | @ Green Bay Packers (S)    | S 10-27   | 1-1    | Lambeau Field         | Sintesi |
| 3                 | 25 settembre 2022 | Houston Texans             | V 23-20   | 2-1    | Soldier Field         | Sintesi |
| 4                 | 2 ottobre 2022    | @ New York Giants          | S 12-20   | 2-2    | MetLife Stadium       | Sintesi |
| 5                 | 9 ottobre 2022    | @ Minnesota Vikings        | S 22-29   | 2-3    | U.S. Bank Stadium     | Sintesi |
| 6                 | 13 ottobre 2022   | Washington Commanders (T)  | S 7-12    | 2-4    | Soldier Field         | Sintesi |
| 7                 | 24 ottobre 2022   | @ New England Patriots (M) | V 33-14   | 3-4    | Gillette Stadium      | Sintesi |
| 8                 | 30 ottobre 2022   | @ Dallas Cowboys           | S 29-49   | 3-5    | AT&T Stadium          | Sintesi |
| 9                 | 6 novembre 2022   | Miami Dolphins             | S 32-35   | 3-6    | Soldier Field         | Sintesi |
| 10                | 13 novembre 2022  | Detroit Lions              | S 30-31   | 3-7    | Soldier Field         | Sintesi |
| 11                | 20 novembre 2022  | @ Atlanta Falcons          | S 24-27   | 3-8    | Mercedes-Benz Stadium | Sintesi |
| 12                | 27 novembre 2022  | @ New York Jets            | S 10-31   | 3-9    | MetLife Stadium       | Sintesi |
| 13                | 4 dicembre 2022   | Green Bay Packers          | S 19-28   | 3-10   | Soldier Field         | Sintesi |
| 14                | Riposo            | Riposo                     | Riposo    | Riposo | Riposo                | Riposo  |
| 15                | 18 dicembre 2022  | Philadelphia Eagles        | S 20-25   | 3-11   | Soldier Field         | Sintesi |
| 16                | 24 dicembre 2022  | Buffalo Bills              | S 13-35   | 3-12   | Soldier Field         | Sintesi |
| 17                | 1º gennaio 2023   | @ Detroit Lions            | S 10-41   | 3-13   | Ford Field            | Sintesi |
| 18                | 8 gennaio 2023    | Minnesota Vikings          | S 13-29   | 3-14   | Soldier Field         | Sintesi |

Note:
- Gli avversari della propria division sono in grassetto.
- Il simbolo "@" indica una partita giocata in trasferta.
- (M) indica il Monday Night Football, (T) il Thursday Night Football e (S) il Sunday Night Football.

## Premi

### Premi settimanali e mensili
- Khalil Herbert:

running back della settimana 3
- Cairo Santos:

giocatore degli special team della NFC della settimana 7
- Justin Fields:

giocatore offensivo della NFC della settimana 9
running back della settimana 10